# David II de Gagagh
David II de Gagagh ou Dawit II Kakałec‘i (en arménien Դավիթ Բ Կակաղեցի) est Catholicos de l'Église apostolique arménienne de 806 à 833.

## Biographie
Originaire du village de Gagagh dans la province de Maghaz, David II devient Catholicos après la mort de Hovsep II de Pharpi. Peu après son accession au catholicossat, Khozaïma ibn-Khâzim fait martyriser Isaac et Joseph à Karin avant de mourir lui-même dans la douzième année de ses fonctions. Dès sa disparition, des bandes de pillards venus de Mésopotamie fondent sur l‘Arménie et le prince bagratide Achot Msaker doit intervenir pour mettre fin à leurs déprédations. Le calife Hâroun ar-Rachîd décide alors de nommer Achot prince d’Arménie (806-826), le maintenant toutefois sous l’autorité nominale du gouverneur arabe d’Azerbaïdjan, d’Arménie, d’Arran, de Chirvan.
Achot IV Bagratouni doit dans ce contexte intervenir contre l’émir arabe Djahap de la famille des Kaysites, qui régnait de manière quasi indépendante sur Manazkert et l’Archarouniq après son union avec une princesse de la famille Mamikonian, puis son fils et successeur Abd al-Malik (813-820).
Vers 830, le gouverneur arabe Khâlid al Djawad ibn -Yazid ibn Maziyad, mort en 843/845, qui gouvernait l’Azerbaïdjan, l’Arménie, l’Arran, le Chirvan et le Bab al-Abwab, et qui était un homme pacifique, doit faire face à la révolte de Sévada al Djahapi (820-830), second successeur de Djahap, cette fois appuyé par Smbat Ablablas, sparapet d'Arménie et fils cadet d’Achot Msaker, et par Sahak II, prince de Siounie occidentale. Khalid demande au Catholicos David II d’intervenir auprès de Smbat et de Sahak II pour maintenir la paix. Après l’échec de cette médiation, il écrase les forces de Sévada et de ses alliés arméniens sur les bords de la rivière Hrazdan, en face du bourg de Kavakert. Sahak II de Siounie est tué et Sévada et Smbat prennent la fuite.
Le Catholicos David II meurt peu après, après 27 ans de catholicossat.